# Vasa sjukhus

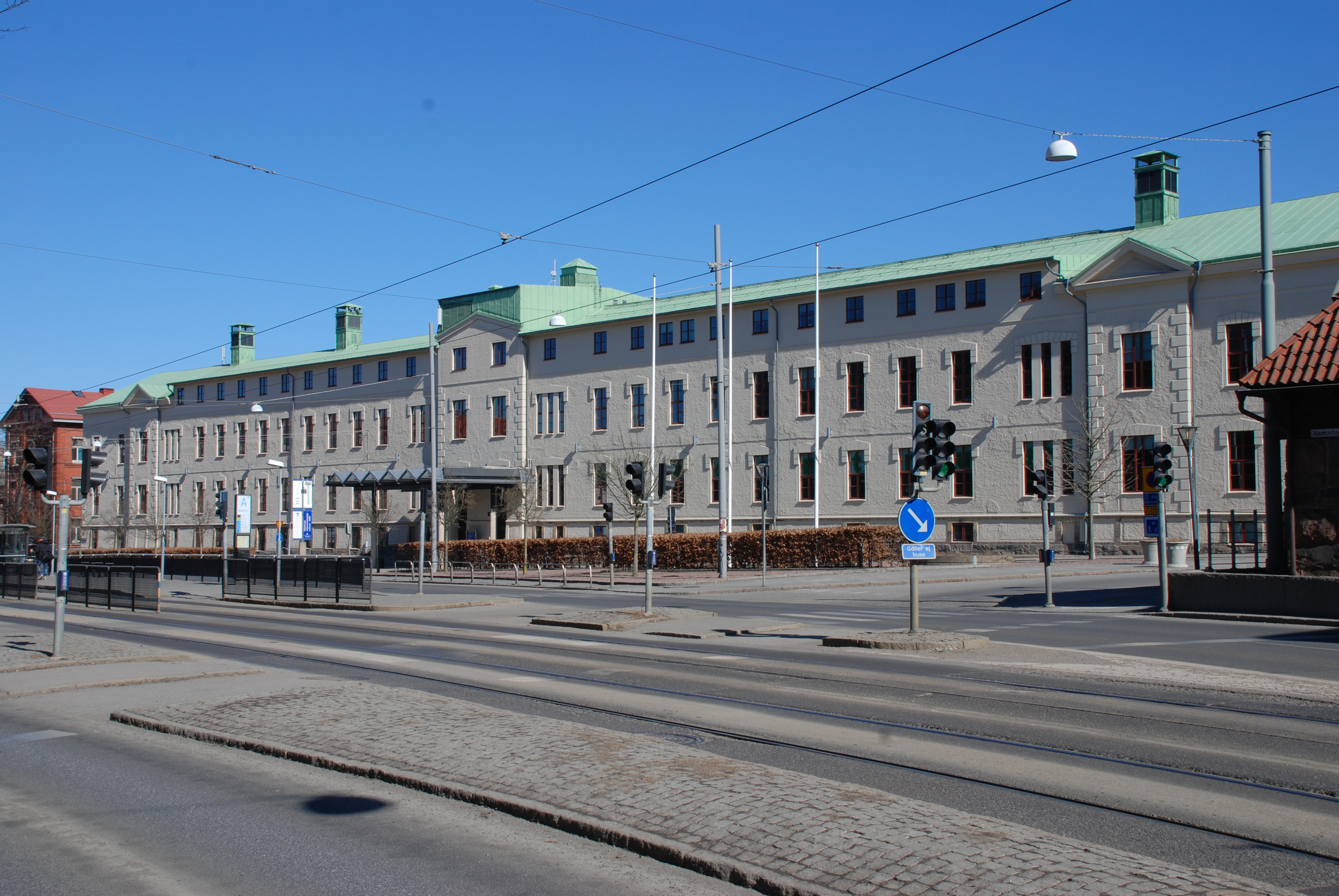
Vasa sjukhus mot Aschebergsgatan.

Vasa sjukhus 1940t

Vasa sjukhus var ett sjukhus i stadsdelen Johanneberg i Göteborg. 

## Historia
Sjuk- och vårdhemmet "Gibraltar Fattigvårds- och Försörjningsanstalt" uppfördes efter beslut av Göteborgs stadsfullmäktige den 26 april 1883 på en tomt, bestående av delar av lägenheterna Gibraltar, Götaberg och Landala. Inflyttningen ägde rum i september 1888, och redan från början var sjukhuset avsett för geriatrik. Ritningarna utformades av Adrian C. Peterson.
Den 18 februari 1932 beslutade stadsfullmäktige att Gibraltar, som lydde under fattigvårdsstyrelsen, i samband med att sinnessjukvården flyttade därifrån, skulle omorganiseras till ett sjukhus för i huvudsak kroniskt sjuka. Platsantalet var då 1 075, varav 222 platser på avdelningarna för "kropps- och sinnessjuka" och återstoden på avdelningarna för "arbets- och försörjningshjon". Enligt beslut i sjukhusdirektionen den 5 december 1938 skulle sjukhuset heta Vasa sjukhus.
Sedan fattigvårdsstyrelsen uppfört försörjningsinrättningar vid Fjällbo och i Kungsladugård, övertog sjukhusdirektionen från och med den 16 november 1939 Gibraltarfastigheterna med sjukavdelningar samt viss personal. På klinikerna fanns då 610 platser.
Som vårdinrättning fungerade delar av området fram till och med hösten år 2000 då Chalmersfastigheter köpte de sista byggnaderna på området. Efter omfattande renoveringar och ombyggnader blev projekt Vasa 1 inflyttningsklart i juni 2003 (Ekocentrum). De två och tre våningar höga byggnaderna används till stora delar som undervisningslokaler för Chalmers och går under benämningen Chalmers VASA. Kvar på området finns en vårdcentral mot Gibraltargatan från 1970-talet.
"Gibraltar Fattigvårds- och Försörjningsanstalt" omfattade även Landalakapellet som 1919 flyttades till andra sidan gatan vid entrén. Dess ursprungliga plats var i hörnet av Erik Dahlbergsgatan och Kapellgatan, norr om Kapellplatsen.
Mellan 2006 och 2013 fanns Vasa konsthall på området.